# OK超商

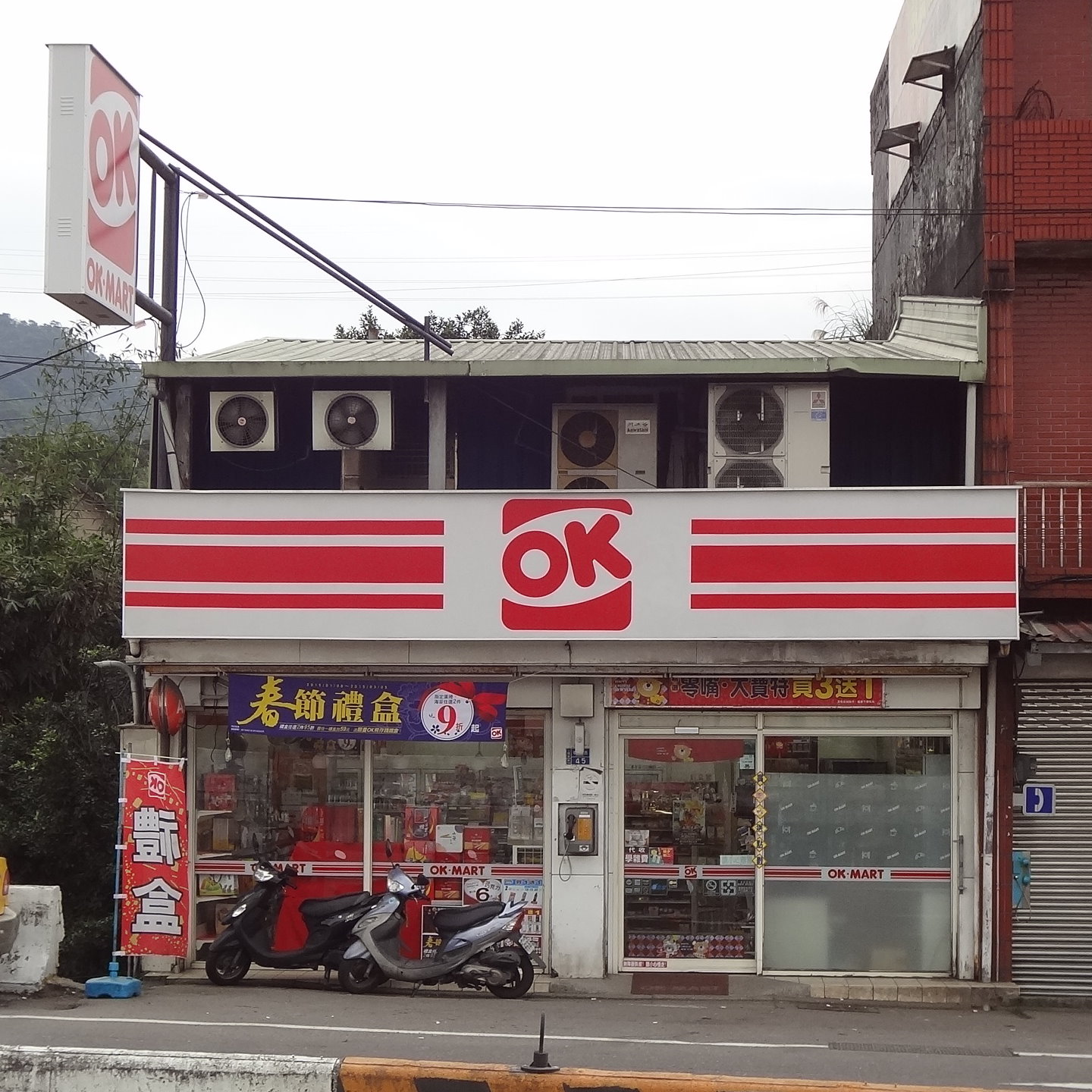

OK超商(OK·MART)は、台湾のサークルK（OK便利店）を転換したコンビニエンスストアである。

## 解説

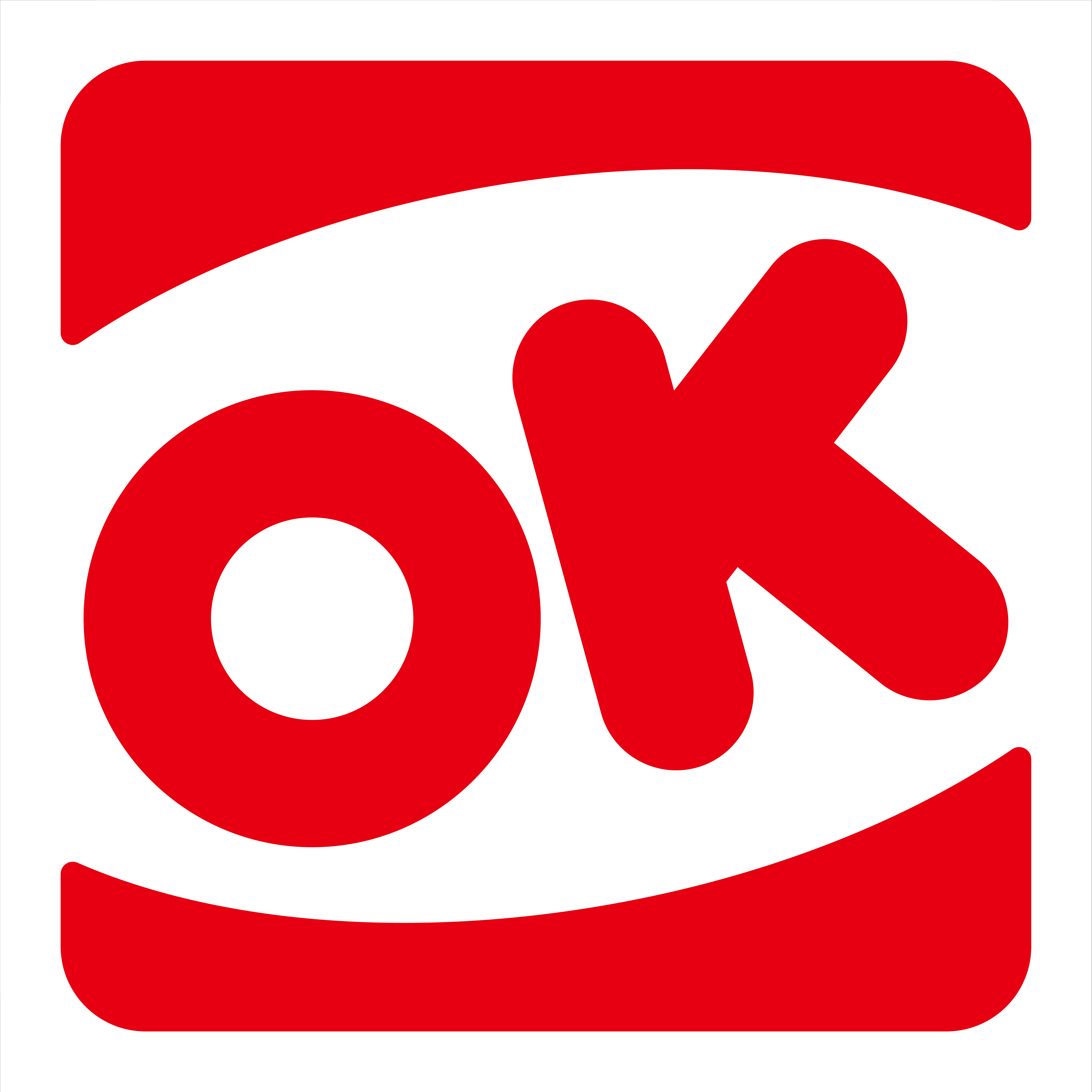
現在のロゴマーク

台湾におけるサークルKは1988年9月に出店開始。当時は中国語圏の他地域と同様にOK便利店の店舗名称で展開された。
2005年にサークルKとのライセンス契約を終了し、独自で経営することとした。その際に現在のロゴマークに変更。
そして2007年12月に店舗名をOK超商に変更した。なお、超商とは元来統一超商（台湾におけるセブン-イレブン）の略称であり、台湾では便利商店がコンビニエンスストアを指していたが、超商という言葉が定着し現在はどちらもコンビニエンスストアの意味で使用されている。
OK超商では2015年10月1日にポイントカードサービスの得易Ponta（東森整合行銷股份有限公司と三菱商事株式会社の子会社である株式会社ロイヤリティマーケティングがジョイントベンチャーで展開）の機能を組み込んだOK好利聯名卡が導入された。一卡通票證公司ならびに東森整合行銷股份有限公司(Eastern Intergrated Marketing)と提携し一卡通票證(iPASS)のカードブランドで発行される。なお、得易Pontaはサービスそのものが2018年12月31日に終了している。
2018年6月よりOKmini店舗の展開を開始。自動販売機型の小型店舗で、キャッシュレス決済に対応している。
2019年5月現在、OK超商は902店舗を展開している。
統一超商や全家便利商店、そして萊爾富便利商店とともに台湾における四大超商（日本語訳:四大コンビニ）と呼ばれている。

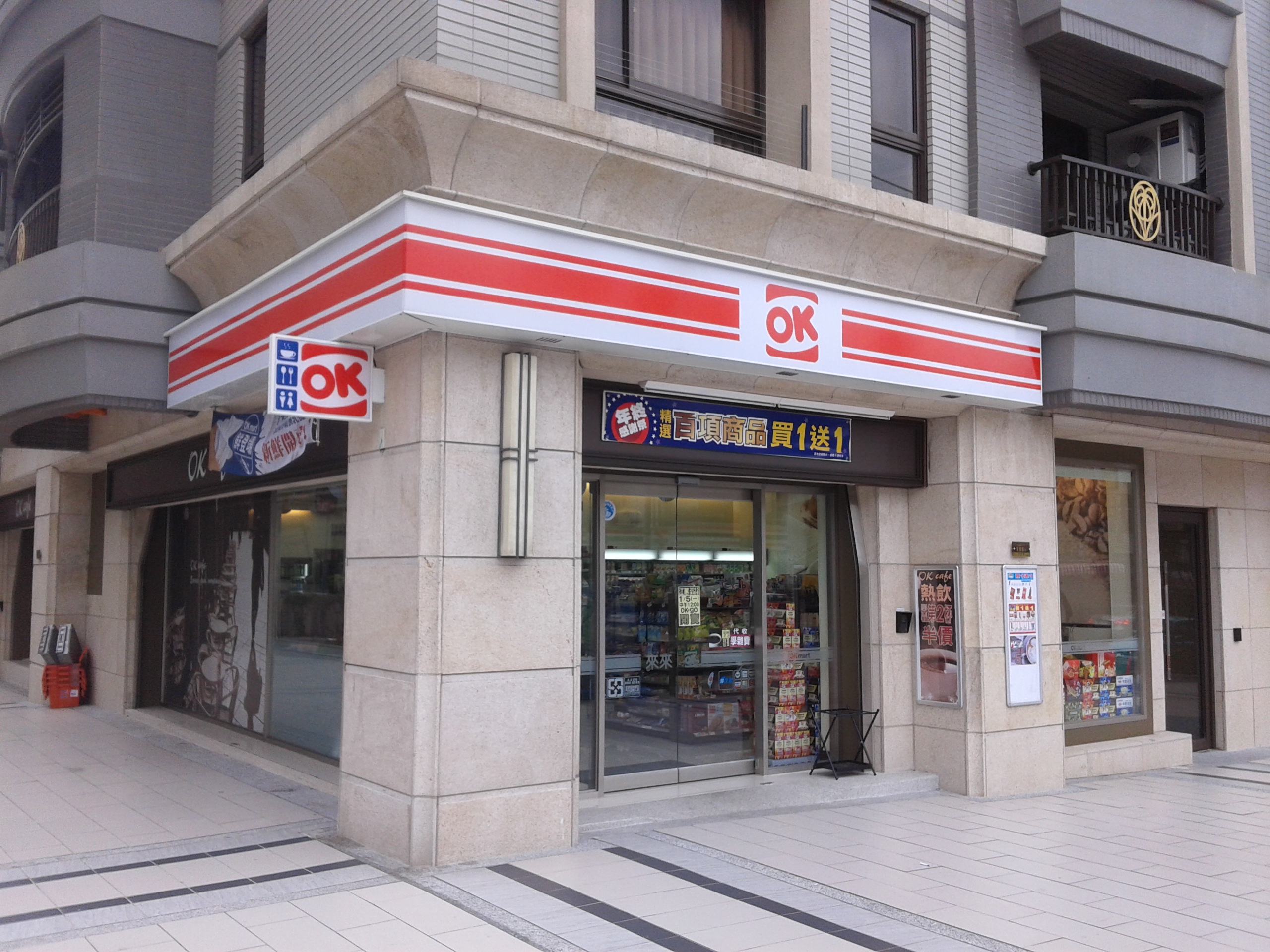
の店舗
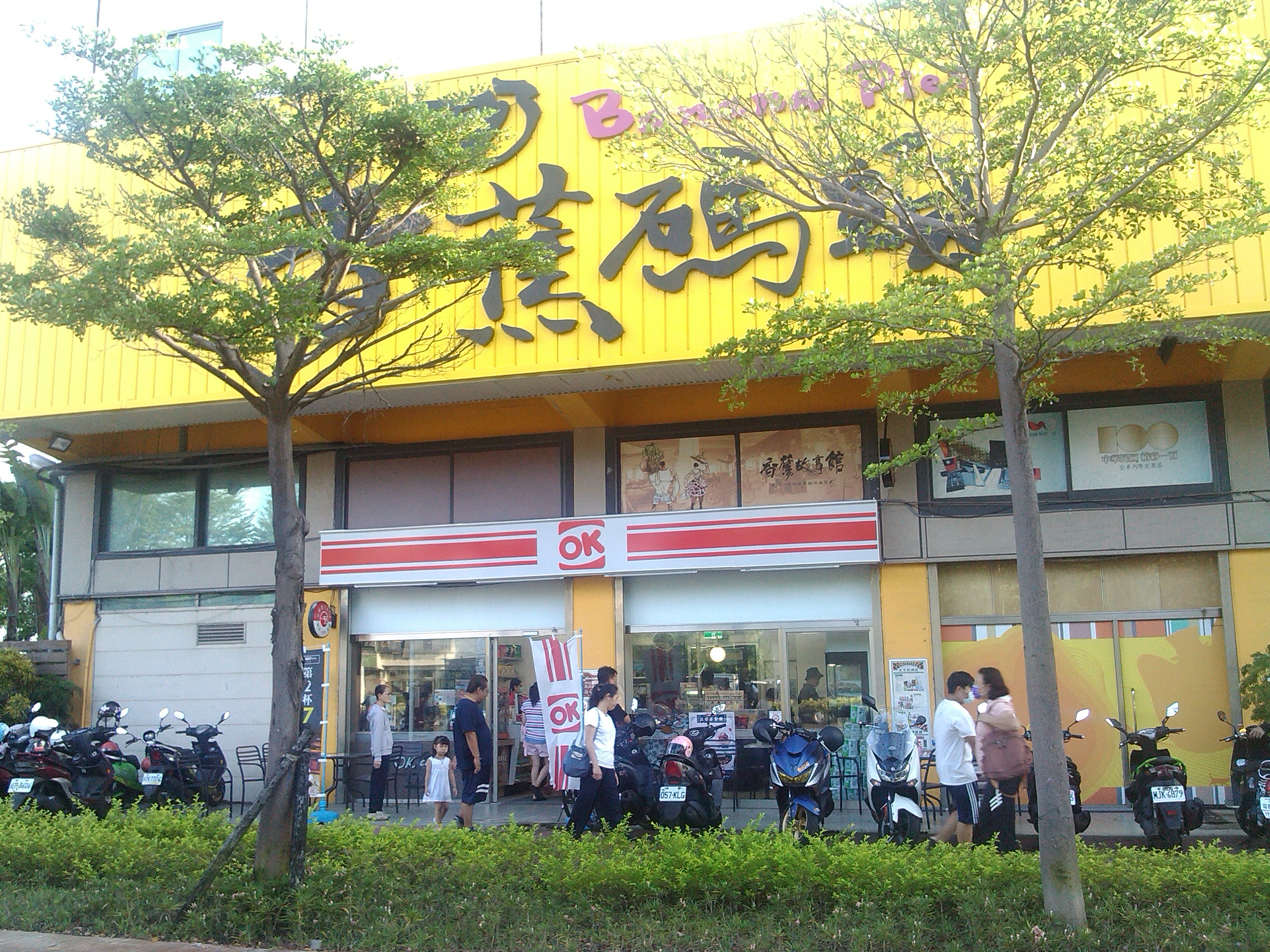
の店舗

- 桃園市の店舗
- 高雄市（香蕉碼頭）の店舗

## 來來超商股份有限公司
來來超商股份有限公司は、OK超商を運営する企業。
当社は1988年5月12日に眾利超商股份有限公司として豐群企業集團とザ・サークルK・コーポレーション（現・サークルKストアーズ Inc.）のジョイントベンチャーで設立された。1988年内には富群超商股份有限公司に商号を変更。
前述のとおり2005年にサークルKストアーズ Inc.とのライセンス契約を打ち切ったことに伴い、商号を來來超商股份有限公司へ変更した。

## 沿革
- 1988年
  - 5月12日 - 運営会社の眾利超商股份有限公司設立。
  - 9月 - 台湾においてサークルKがOK便利店として出店開始。
  - 下半期 - 運営会社が富群超商股份有限公司に商号変更。
- 2005年 - サークルKストアーズとのライセンス契約が満了。ロゴマークを変更する[注 3][1]。運営会社が來來超商股份有限公司に商号変更。
- 2007年12月 - 店舗名をOK超商に変更。
- 2015年10月1日 - 得易Pontaの機能を組み込んだ一卡通票證ブランドのカードであるOK好利聯名卡を導入[広報 1][広報 2][4][5]。
- 2018年
  - 6月 - 小型店舗「OKmini」を展開開始[8][9]。
  - 12月31日 - 得易Pontaのサービスが終了[6]。